# Kanton Les Deux-Sevi
Der Kanton Les Deux-Sevi war bis 2015 ein französischer Wahlkreis im Arrondissement Ajaccio, im Département Corse-du-Sud und in der Region Korsika. Sein Hauptort war Piana. Der Kanton war einer der wenigen französischen Kantone, dessen Name nicht nach seinem Hauptort benannt wurde.
Der Kanton war 396,79 km² groß und hatte 2496 Einwohner (Stand: 1999). Er bestand aus neun Gemeinden.

## Gemeinden
| Gemeinde    | Einwohner | Code postal | Code Insee |
| ----------- | --------- | ----------- | ---------- |
| Cargèse     | 982       | 20130       | 2A065      |
| Cristinacce | 52        | 20126       | 2A100      |
| Évisa       | 196       | 20126       | 2A108      |
| Marignana   | 101       | 20141       | 2A154      |
| Osani       | 90        | 20147       | 2A197      |
| Ota         | 452       | 20150       | 2A198      |
| Partinello  | 89        | 20147       | 2A203      |
| Piana       | 428       | 20115       | 2A212      |
| Serriera    | 106       | 20147       | 2A279      |